# Königsfeld im Schwarzwald
Königsfeld im Schwarzwald is een plaats in de Duitse deelstaat Baden-Württemberg, en maakt deel uit van het Schwarzwald-Baar-Kreis.
Königsfeld im Schwarzwald telt 5.967 inwoners.
Bad Dürrheim ·
Blumberg ·
Bräunlingen ·
Brigachtal ·
Dauchingen ·
Donaueschingen ·
Furtwangen im Schwarzwald ·
Gütenbach ·
Hüfingen ·
Königsfeld im Schwarzwald ·
Mönchweiler ·
Niedereschach ·
Schonach im Schwarzwald ·
Schönwald im Schwarzwald ·
St. Georgen im Schwarzwald ·
Triberg im Schwarzwald ·
Tuningen ·
Unterkirnach ·
Villingen-Schwenningen ·
Vöhrenbach